# Pursat
Pursat este un oraș din Cambodgia.